# Plaine (Vallée d'Aoste)
Pour les articles homonymes, voir Plaine (homonymie).

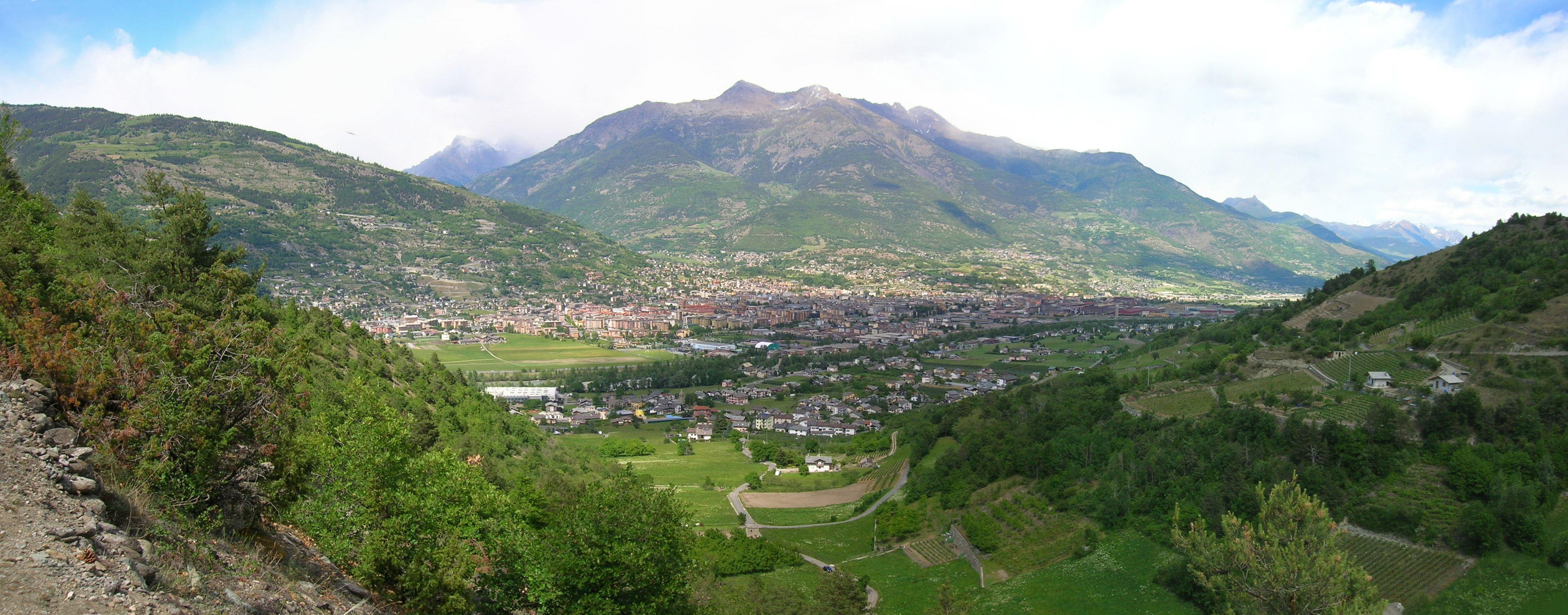
La plaine vue de la Côte de Gargantua

La Plaine, également la Plaine d'Aoste, est la dénomination habituelle de l'aire géographique de la vallée de la Doire baltée incluant la commune d'Aoste et les communes limitrophes : Charvensod, Quart, Saint-Christophe, Brissogne, Sarre et Pollein.

## Usage
Le terme plaine est d'usage courant également chez la partie italophone de la population locale et s'oppose à la montagne, beaucoup moins utilisé.

## Description
Historiquement le territoire de la plaine a produit plusieurs différences sur le plan économique par rapport au territoire de la montagne. La présence d'une plaine alluviale a favorisé pendant des siècles le développement de l'agriculture (très réduite aujourd'hui), de l'industrie (culminant avec la création de l'industrie sidérurgique Cogne) et des transports, outre à influencer les coutumes de la population.
Caractérisée par un climat semblable à celui de l'adret, au cours des dernières décennies, la plaine est intéressée par une hausse démographique, correspondant au dépeuplement de la montagne et des vallées latérales. Les communes limitrophes d'Aoste en particulier ont été intéressées par un phénomène de suburbanisation.

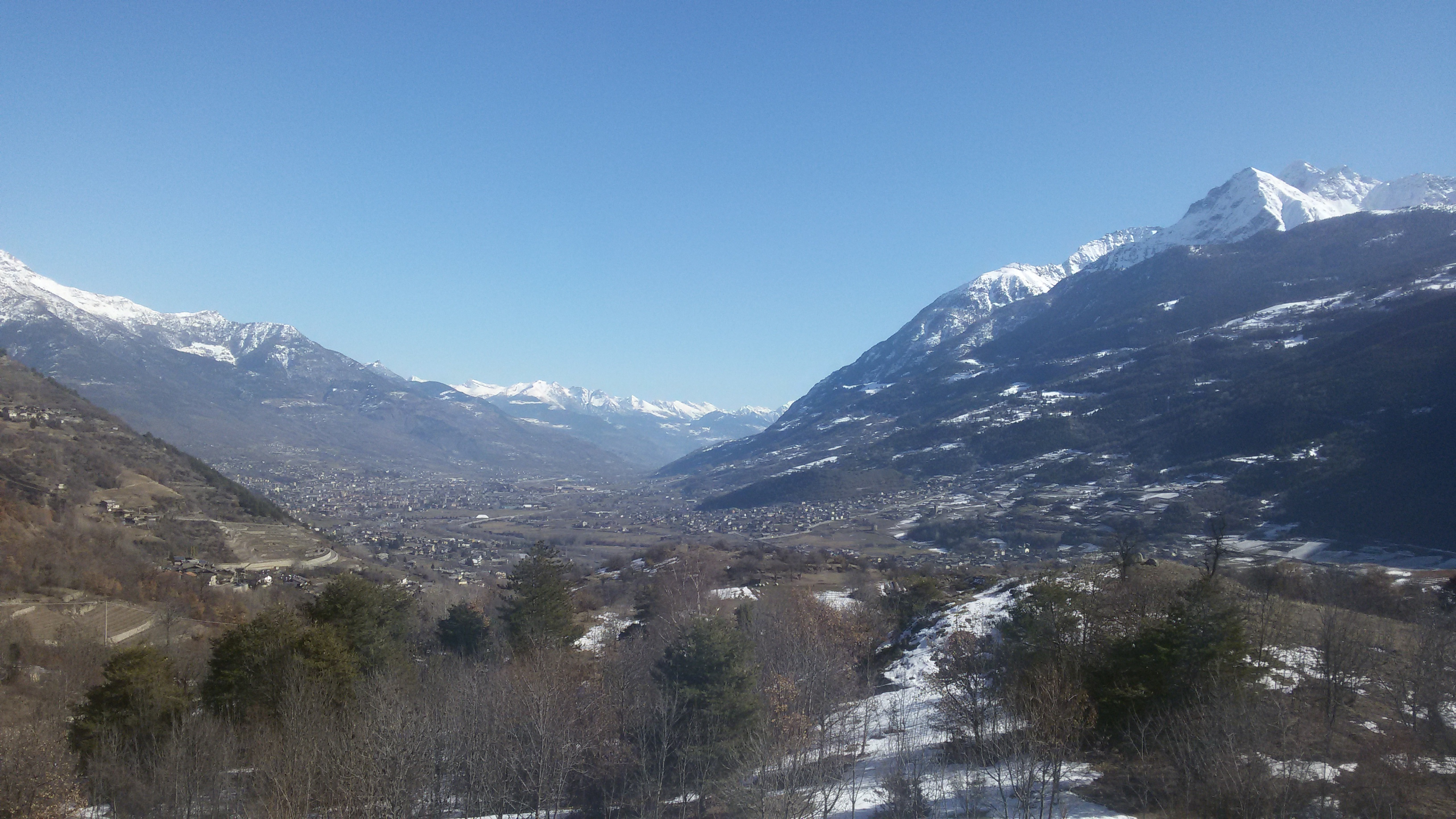
La Plaine aostoise vue du mont Torrette (Saint-Pierre)

La plaine joue un rôle clé également au niveau des transports, car à cet endroit se situe la bifurcation des routes vers les cols du Grand et du Petit-Saint-Bernard, dérivée du tracée de la route des Gaules d'époque romaine, et de la via Francigena médiévale. Aujourd'hui dans la plaine se situent la bifurcation des routes nationales 26 et 27 vers les deux cols (et tunnels respectifs), l'autoroute A5, la jonction entre les deux lignes de chemin de fer Chivasso - Aoste et Aoste - Pré-Saint-Didier (la gare d'Aoste) et l'aéroport de la Vallée d'Aoste.
La plaine d'Aoste constitue aujourd'hui également une entité de pouvoir local composée par les syndics des communes intéressées et dénommée Conseil de la Plaine.
Un corps associé à la Police municipale, dénommé Police de la plaine, est actif, outre que sur les communes de la plaine, également à Gressan, Jovençan et Saint-Pierre.